# العلاقات الغانية الكمبودية
العلاقات الغانية الكمبودية هي العلاقات الثنائية التي تجمع بين غانا وكمبوديا.

## مقارنة بين البلدين
هذه مقارنة عامة ومرجعية للدولتين:
| وجه المقارنة                                              | غانا         | كمبوديا                   |
| --------------------------------------------------------- | ------------ | ------------------------- |
| المساحة (كم2)                                             | 238.53 ألف   | 181.03 ألف                |
| عدد السكان (نسمة)                                         | 26.91 مليون  | 16.01 مليون               |
| الكثافة السكانية (ن./كم²)                                 | 112.82       | 88.44                     |
| العاصمة                                                   | أكرا         | بنوم بنه                  |
| اللغة الرسمية                                             | لغة إنجليزية | اللغة الخميرية            |
| العملة                                                    | سيدي غاني    | ريال كمبودي، دولار أمريكي |
| الناتج المحلي الإجمالي (بليون دولار)                      | 47.33 مليار  | 22.16 مليار               |
| الناتج المحلي الإجمالي (تعادل القوة الشرائية) بليون دولار | 115.41 مليار | 54.37 مليار               |
| الناتج المحلي الإجمالي الاسمي للفرد دولار أمريكي          | 1.37 ألف     | 1.16 ألف                  |
| الناتج المحلي الإجمالي للفرد دولار أمريكي                 | 4.08 ألف     | 3.26 ألف                  |
| مؤشر التنمية البشرية                                      | 0.579        | 0.555                     |
| رمز المكالمات الدولي                                      | +233         | +855                      |
| رمز الإنترنت                                              | .gh          | .kh                       |
| المنطقة الزمنية                                           | 00           | ت ع م+07:00               |

## منظمات دولية مشتركة
يشترك البلدان في عضوية مجموعة من المنظمات الدولية، منها:
| علم المنظمة | اسم المنظمة                                                | تاريخ انضمام غانا | تاريخ انضمام كمبوديا |
| ----------- | ---------------------------------------------------------- | ----------------- | -------------------- |
|             | مؤسسة التنمية الدولية                                      | 29 ديسمبر 1960    | 22 يوليو 1970        |
|             | يونسكو                                                     | 11 أبريل 1958     | 3 يوليو 1951         |
|             | وكالة ضمان الاستثمار متعدد الأطراف                         | 29 أبريل 1988     | 1 ديسمبر 1999        |
|             | الأمم المتحدة                                              | 8 مارس 1957       | 14 ديسمبر 1955       |
|             | العملية المشتركة للاتحاد الأفريقي والأمم المتحدة في دارفور | ?                 | ?                    |
|             | الفريق المعني برصد الأرض                                   | ?                 | ?                    |
|             | الاتحاد البريدي العالمي                                    | ?                 | ?                    |
|             | البنك الدولي للإنشاء والتعمير                              | 20 سبتمبر 1957    | 22 يوليو 1970        |
|             | الاتحاد الدولي للاتصالات                                   | 17 مايو 1957      | 10 أبريل 1952        |
|             | منظمة حظر الأسلحة الكيميائية                               | ?                 | ?                    |
|             | مؤسسة التمويل الدولية                                      | 3 أبريل 1958      | 26 مارس 1997         |
|             | المركز الدولي لتسوية المنازعات الاستشارية                  | 14 أكتوبر 1966    | 19 يناير 2005        |
|             | منظمة التجارة العالمية                                     | ?                 | ?                    |
|             | منظمة الشرطة الجنائية الدولية                              | ?                 | ?                    |

## وصلات خارجية
- موقع وزارة الخارجية الغانية
- موقع وزارة الخارجية الكمبودية